# Резолюція Ради Безпеки ООН 1040
Резолюція Ради Безпеки Організації Об'єднаних Націй 1040 (код — S/RES/1040), була прийнята 29 січня 1996 року, розглянувши прохання Генерального секретаря Бутроса Бутроса-Галі та заяв Голови Ради Безпеки, президіумом Рада розглянула питання про громадянську війну в Бурунді та налагодженню діалогу та компромісу на політичному рівні.
Рада Безпеки була стурбована тим, що ситуація в Бурунді почала ескалуватися і загрожувати стабільності в регіоні. Почастішали спалахи насильства, особливо щодо біженців та співробітників міжнародної гуманітарної допомоги, і було наголошено на важливості продовження надання допомоги біженцям. Нещодавно країну відвідав Верховний комісар ООН у справах біженців і зараз розробляються плани забезпечення їх безпеки.
Резолюція наполягає на тому, щоб усі сторони у Бурунді максимально утримувалися від насильства та застосування сили та намагались продовжувати діалог. До держав-членів та інших зацікавлених сторін був звернений заклик співпрацювати в операції з метою ліквідації радіостанцій, які розпалюють ненависть та насильство і як наслідок ескалують конфлікт. Подальші заходи будуть розглянуті у консультації з Організацією африканської єдності та іншими країнами. Генеральний секретар направив у Бурунді технічну місію для вивчення шляхів захисту персоналу Організації Об'єднаних Націй та установ із надання допомоги, і йому було запропоновано до 20 лютого 1996 року подати доповідь про цю місію, загальну ситуацію та перебіг діалогу. На підставі доповіді Рада розгляне подальші заходи, включаючи ембарго на постачання зброї та обмеження на поїздки лідерів Бурунді.